# Carpenters svartgula jordhuggorm
Carpenters svartgula jordhuggorm (Chilorhinophis carpenteri) är en giftig ormart inom familjen stilettormar som tillhör släktet svartgula jordhuggormar.

## Kännetecken
Liknande utseende som hos andra ormarter inom släktet svartgula jordhuggormar.

## Utbredning
Denna art finns i Moçambique och sydöstra Tanzania i Afrika.